# Neobisium vladimirpantici
Neobisium vladimirpantici är en spindeldjursart som beskrevs av Bozidar P.M. Curcic 2004. Neobisium vladimirpantici ingår i släktet Neobisium och familjen helplåtklokrypare. Inga underarter finns listade i Catalogue of Life.